# Pardines (Girona)
Pardines (spanisch Pardinas) ist eine Gemeinde (municipio) in der spanischen Provinz Girona in Katalonien mit 161 Einwohnern (Stand: 2024). 

## Lage
Pardines liegt in den Pyrenäen etwa 80 Kilometer nordwestlich von Girona in einer Höhe von ca. 1225 m. 

## Bevölkerungsentwicklung
| Jahr      | 1970 | 1981 | 1991 | 2001 | 2011 | 2021 |
| Einwohner | 194  | 130  | 122  | 146  | 155  | 164  |

## Sehenswürdigkeiten

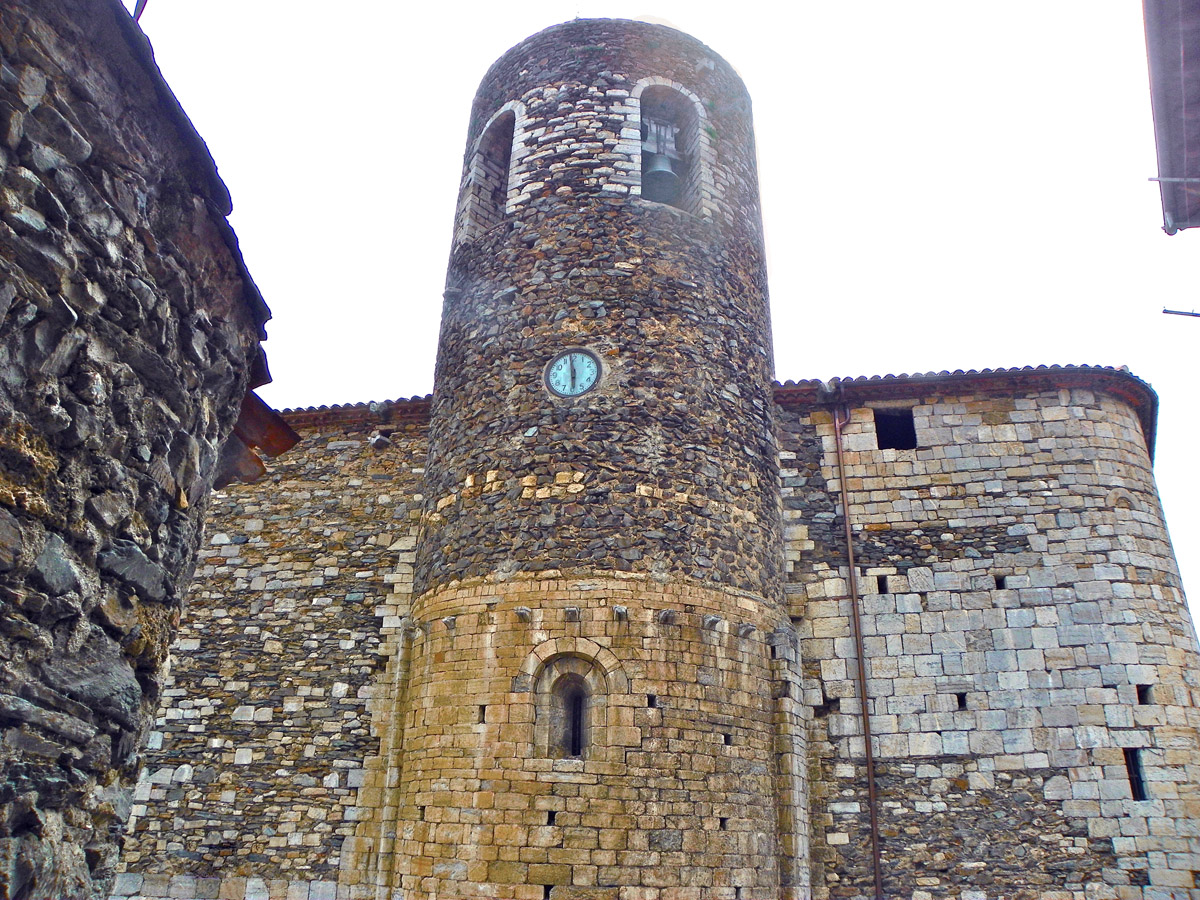
Stephanuskirche
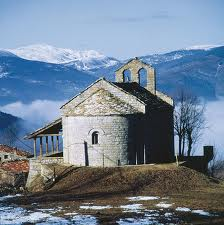
Magdalenenkapelle
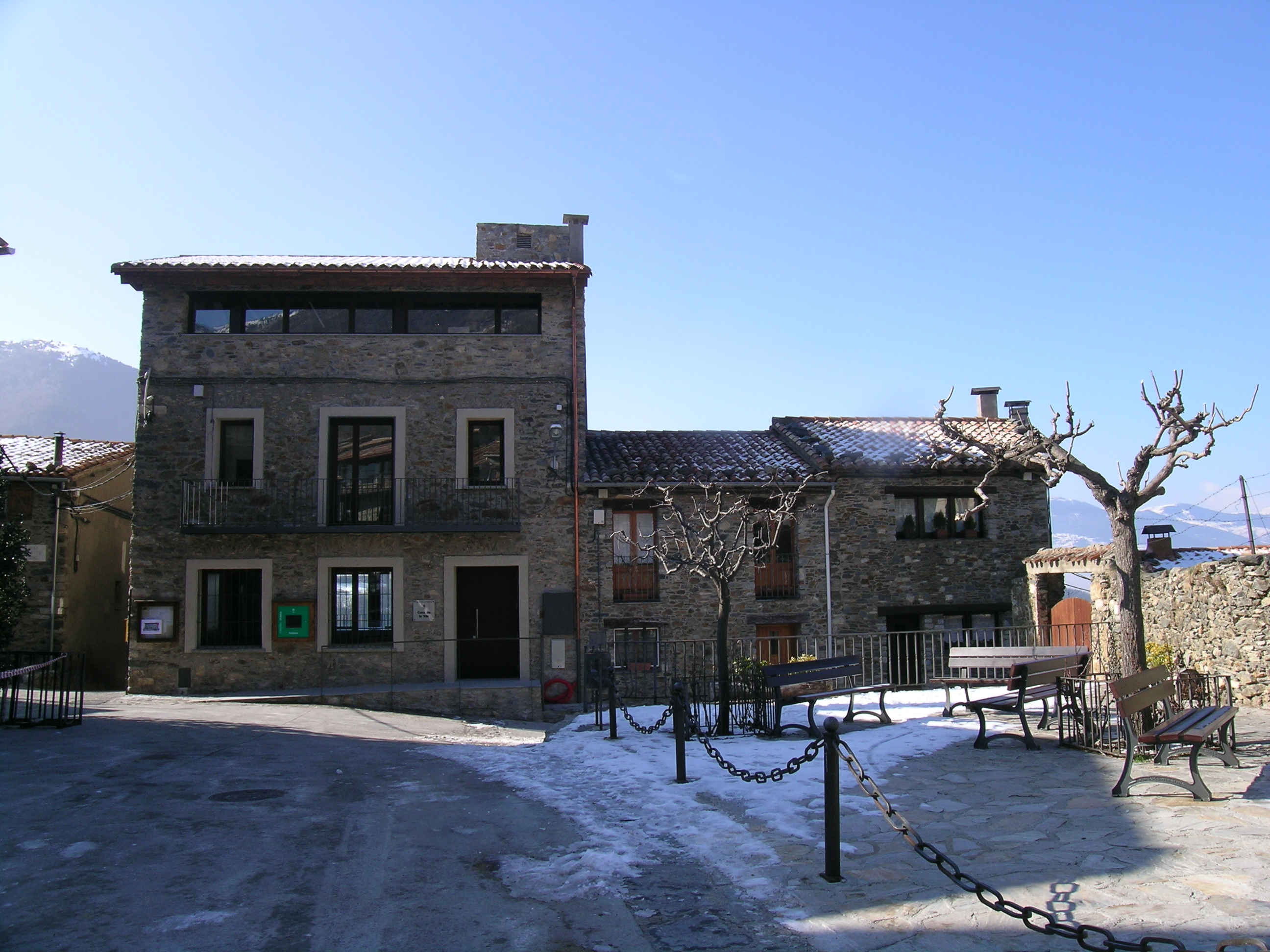
Rathaus

- Stephanuskirche
- Magdalenenkapelle
- Rathaus